# Discografia di Raffaella Carrà
Questa voce elenca l'intera discografia di Raffaella Carrà, dal 1970. 
Per il mercato italiano consiste in 25 album (di cui 2 espressamente per il mercato estero, 13 adattati in spagnolo dagli album italiani e 1 adattato in francese), 33 raccolte, di cui solo 4 promosse direttamente dall'artista, 45 singoli, tra 45 giri, CD singoli e download digitali, 6 disco mix ed 1 EP.
I dischi di Raffaella sono stati pubblicati in 45 paesi del mondo, raggiungendo un totale di 885 pubblicazioni, divise in 273 (45 giri), 6 singoli digitali, 340 (33 giri) (comprese le raccolte), 12 (vinil mix), 119 (CD) (sia album che singoli), 107 MC e 28 stereo 8.
In un'intervista la cantante dichiarò di aver vinto 22 dischi d'oro e 22 dischi di platino anche se secondo i documenti e le immagini provenienti da tutto il mondo sembra che ci siano molti altri riconoscimenti (compresi quelli che si sono aggiunti nel tempo). La cantante ha venduto oltre 60 milioni di dischi, collezionando, dal 1970 ad oggi, almeno 27 dischi di platino e 51 dischi d'oro (più di quelli consegnati alla cantante che dichiarò di avere 22 d'oro e 22 di platino).
Il suo più grande successo globale è stato il singolo Do it do it again, il primo brano di un'artista italiana a piazzarsi al secondo posto nella classifica dei singoli più venduti in Inghilterra, vendendo oltre 21 milioni di copie nel mondo. 

## Album in studio
| Anno | Titolo                     | Posizione massima        | Etichetta         | Classifica annuale | Vendite certificate |   |
| ---- | -------------------------- | ------------------------ | ----------------- | ------------------ | ------------------- | - |
| 1971 | Raffaella                  | -                        | RCA Italiana      | -                  | -                   |   |
| 1971 | Raffaella Carrà            | -                        | RCA Italiana      | -                  | -                   |   |
| 1972 | Raffaella... Senzarespiro  | -                        | Ricordi SpA       | -                  | -                   |   |
| 1973 | Scatola a sorpresa         | -                        | CGD               | -                  | -                   |   |
| 1974 | Milleluci                  | -                        | -                 | CGD                | -                   | - |
| 1974 | Felicità tà tà             | -                        | Ricordi SpA       | -                  |                     |   |
| 1976 | Forte Forte Forte          | -                        | CGD               | -                  |                     |   |
| 1977 | Fiesta                     | -                        | CGD               | -                  |                     |   |
| 1978 | Raffaella                  | 12                       | CBS Italiana      | 42                 | Oro: Grecia         |   |
| 1979 | Applauso                   | 24                       | CBS Italiana      | 75                 |                     |   |
| 1980 | Mi spendo tutto            | -                        | CBS Italiana      | -                  |                     |   |
| 1981 | Raffaella Carrà            | non pubblicato in Italia | Hispavox          | -                  |                     |   |
| 1982 | Raffaella Carrà 82         | 42                       | Hispavox          | -                  | Oro: Spagna         |   |
| 1983 | Fatalità                   | -                        | Hispavox          | -                  | -                   |   |
| 1984 | Bolero                     | -                        | CGD               | -                  | -                   |   |
| 1985 | Fidati!                    | -                        | Fonit Cetra       | -                  | -                   |   |
| 1986 | Curiosità                  | -                        | Fonit Cetra       | -                  | -                   |   |
| 1988 | Raffaella                  | -                        | CBS               | -                  | -                   |   |
| 1990 | Inviato speciale           | -                        | Fonit Cetra       | -                  | -                   |   |
| 1991 | Raffaella Carrà            | -                        | Fonit Cetra       | -                  | -                   |   |
| 1993 | Hola Raffaella             | non pubblicato in Italia | Ariola            | -                  | -                   |   |
| 1996 | Carramba che rumba!        | -                        | Nuova Fonit Cetra | -                  | -                   |   |
| 1999 | Fiesta - I grandi successi | -                        | RCA Italiana      | -                  |                     |   |
| 2013 | Replay - The Album         | 32                       | Do It Yourself    | -                  | -                   |   |
| 2018 | Ogni volta che è Natale    | 9                        | Sony Music        | 22                 | -                   |   |

## Raccolte

### Raccolte ufficiali
| Anno | Titolo                              | Posizione massima | Etichetta        |
| ---- | ----------------------------------- | ----------------- | ---------------- |
| 1999 | Tutto Carrà                         | -                 | Epic, Sony Music |
| 2007 | Raffica Carrà                       | 15                | Sony/BMG         |
| 2008 | Raffica - Balletti & Duetti         | 66                | Sony/BMG         |
| 2015 | Forte forte forte - Hits & Rarities | 45                | Columbia Records |

### Raccolte ufficiali (non promosse dall'artista)
- 1974 - I successi di Raffaella Carrà (RCA International TCS1 1014 Stereo8, ristampato nel 1994 in Compact disc e MC con tracklist ampliata)
- 1975 - Il meglio di Raffaella Carrà (CGD 69136)
- 1977 - Ritratto di... Raffaella Carrà (CGD RB 108)
- 1978 - Carrà sera (CGD RB 143)
- 1978 - I successi di Raffaella Carrà (RCA Italiana Linea Tre NL 33057, ristampato in MC nel 1988)
- 1982 - Fantastica! (CBS 21026)
- 1985 - Pronto... Raffaella? (CGD 1126)
- 1987 - I grandi successi di Raffaella Carrà (Fonit Cetra ALP 2016, doppio LP)
- 1988 - Parti di me (Globo Records 460799, CD e MC)
- 1993 - I miei successi (Columbia COL 473786, CD e MC)
- 1996 - Fantastica Carrà (RCA Italiana 74321 35020, CD e MC)
- 1997 - Gli anni d'oro (BMG Ricordi 74321 48162, CD e MC)
- 1997 - Raffaella Carrà (Columbia COL 487751, CD e MC)
- 1998 - Raffaella Carrà (Harmony 74321 51664, CD e MC)
- 2000 - I grandi successi originali (RCA Italiana 7432 1796942, 2 CD e 1 o 2 MC) Ristampato con copertina diversa nel 2007, ma solo il primo CD.
- 2003 - 4 Per 4 - 4 Star 16 Successi (BMG Italy/RCA 82876613322, CD) Raccolta split con Patty Pravo, Anna Oxa e Donatella Rettore.
- 2005 - Superbest Collection (BMG Italy/RCA 82876702532, CD)
- 2006 - Superissimi (RCA 82876893232, CD)
- 2009 - Collections (Sony Music/RCA 88697460632, CD)
- 2009 - Flashback (Sony Music/RCA 88697517402, 2 CD)
- 2009 - La mia musica (La Mia Musica MAD 1016, CD)
- 2011 - I miei successi (Sony Music Columbia 88697833932, 3 CD)
- 2012 - Un'ora con... (Sony Music Columbia 88725455582, CD)
- 2014 - I miei successi (Sony Music e SAIFAM COM 1324-2)
- 2014 - Grandi successi (Sony Music Columbia 88875026812, 3 CD) Ristampa di I miei successi (2011)
- 2014 - Tutto in 3 CD (Sony Music RCA 88875026852) Ristampa di I miei successi (2011)
- 2016 - Rafaella Carrà En Viña En Vivo (Buenissimo Records) uscita solo sulle piattaforme digitali
- 2017 - Tutto in 2 CD (Sony Music RCA 88985466732)
- 2018 - Quando ti guardo - I grandi successi (Limited edition picture disc)

#### Raccolte postume
- 2022 - Joy (Sony Music)
- 2023 - Sensational Hits (Sony Music) solo sulle piattaforme digitali
- 2024 - Ballo ballo (Warner Music Italy)

## Singoli
- 1970 - Ma che musica maestro/Non ti mettere con Bill (RCA Italiana PM 3546)
- 1970 - Reggae Rrrrr! (Parte Prima)/Reggae Rrrrr! (Parte Seconda) (RCA Italiana PM 3565)
- 1971 - Chissà chi sei/Dudulalà (RCA Italiana PM 3581)
- 1971 - Chissà se va/Perdono, non lo faccio più (RCA Italiana PM 3618)
- 1971 - Tuca tuca/Vi dirò la verità (RCA Italiana PM 3628)
- 1971 - Maga maghella/Papà (RCA Italiana PM 3630)
- 1972 - Borriquito/Raindrops keep fallin on my head (RCA Italiana PM 3636)
- 1972 - Tuca tuca, si/Accidenti a quella sera (RCA Italiana PM 3655)
- 1972 - T'ammazzerei/Era solo un mese fa (RCA Italiana PM 3687)
- 1974 - Din don dan/Bumba mama (CGD 2239)
- 1974 - Felicità tà tà/Ma che sera (CGD 2693, promo)
- 1974 - Rumore/Sì, ci sto (CGD 2691, promo)
- 1974 - Rumore/Mi viene da piangere (CGD 2730)
- 1974 - Felicità tà tà/Il guerriero (CGD 2731)
- 1975 - Male/Sciocco (CGD 3351)
- 1975 - Tornerai/53 53 456 (CGD 3840)
- 1976 - Forte forte forte/A far l'amore comincia tu (CGD 4236, ristampato dopo un mese)
- 1977 - Fiesta/A far l'amore comincia tu (CGD 5414)
- 1977 - Black cat/California (CBS 5902, promo)
- 1978 - Tanti auguri/Black cat/A million Dollars (CBS 6116, promo per radio)
- 1978 - Tanti auguri/Amoa (CBS 6133)
- 1979 - E salutala per me/Ciak (CBS 7372)
- 1980 - Pedro/Maria Marì (CBS 8579)
- 1981 - Mi spendo tutto/Io non vivo senza te (CBS 9097)
- 1982 - Ballo ballo/Dammi un bacio (Hispavox HVX 70001)
- 1983 - Soli sulla luna/Ahi (Dischi Ricordi 10977)
- 1983 - Fatalità/Né con te, né senza te (Hispavox HVX 70003)
- 1984 - Que dolor/Spera, aspetta e spera (Hispavox HVX 70004)
- 1984 - Dolce far niente/Io ti amo (CGD 10588)
- 1984 - Buon Natale/Amico (CGD 23005, maxi 12")
- 1985 - Amico/Tele-telefonarti (CGD 10608)
- 1985 - Fidati!/Bacio (Fonit Cetra 1835)
- 1988 - Voglio tutto, soprattutto te/Abbracciami (CBS 654748-7)
- 1990 - Ballando soca dance/Sognando soca dance (Fonit Cetra SP 1896)
- 1991 - Rumore (Remix 91 Dance Version) (Pull Pmx 12051, maxi 12")
- 1999 - Presidance® con Elio e le Storie Tese (BMG Ricordi/Aspirine Music 74321 711452, CD singolo promo)
- 2010 - Rumore (The Remixes) Veerus & Maxie Devine vs Raffaella Carrà (Halidon H6592, CD singolo promo)
- 2011 - Far l'amore con Bob Sinclar (X-Energy/Universal X 12352.11) CD singolo picture Disk limited edition per DJ
- 2011 - Far l'amore - The remixes (X-Energy/Universal XR 12352.11) CD singolo picture Disk 8 brani limited edition per DJ
- 2013 - Tuca tuca/Vi dirò la verità (RCA Italiana PM 3628, ristampa allegata alla pubblicazione enciclopedica a dispense I migliori anni N°4 del 27/03/2013)
- 2013 - Replay (Diy Italia/Do It Yourself) (digital download)
- 2013 - Cha cha ciao (Diy Italia/Do It Yourself) (digital download)
- 2015 - Forte con Bob Sinclar (X-Energy/Universal) (digital download)
- 2018 - Chi l'ha detto (digital download)
- 2020 - Feliz Navidad (digital download)

### Singoli postumi
| Anno                                                         | Titolo                              | Classifiche | Classifiche | Classifiche | Classifiche | Classifiche | Classifiche | Classifiche | Classifiche | Classifiche | Classifiche | Certificazioni                                                            | Album di provenienza |
| Anno                                                         | Titolo                              | ITA         | DNK         | FRA         | GER         | IRE         | NLD         | POL         | SPA         | SWI         | UK          | Certificazioni                                                            | Album di provenienza |
| ------------------------------------------------------------ | ----------------------------------- | ----------- | ----------- | ----------- | ----------- | ----------- | ----------- | ----------- | ----------- | ----------- | ----------- | ------------------------------------------------------------------------- | -------------------- |
| 2022                                                         | Rainbow Megamix                     | —           | —           | —           | —           | —           | —           | —           | —           | —           | —           |                                                                           | Joy                  |
| 2023                                                         | Luca (Protopapa Remix)              | —           | —           | —           | —           | —           | —           | —           | —           | —           | —           |                                                                           | /                    |
| 2024                                                         | Pedro (con Jaxomy e Agatino Romero) | 44          | 12          | 34          | 3           | 48          | 8           | 9           | 18          | 7           | 57          | - ITA: Oro - DNK: Oro - GER: Oro - POL: Platino (4) - SPA: Oro - SWI: Oro | /                    |
| "—" indica una pubblicazione non classificata in quel paese. |                                     |             |             |             |             |             |             |             |             |             |             |                                                                           |                      |

## "12" Mix
- 1977 - Rumore/Bobo Step (CBS 12C4-8165) Canada
- 1979 - Special Disco Single (Epic/Sony QY・3P-4) Giappone
- 1984 - Buon Natale/Amico (CGD 23005) Italia
- 1981 - Super Rumbas/Super Rumbas (Hispavox hs/p 96) Venezuela
- 1981 - Que Dolor/Que Dolor (Hispavox HS-90516) Venezuela
- 1981 - Caliente Caliente/Que Dolor, Super Rumbas (Hispavox CP 375) Spagna
- 1981 - Adios Amigo/Caliente Caliente, Super Rumbas (Hispavox Gamma 266535) Perù
- 1981 - Adios Amigo, Caliente Caliente/Super Rumbas (Gamma Hispavox P-1981) Messico
- 1984 - Cuando Calienta El Sol/Africa (Hispavox Gamma LS D/33 00132) Messico
- 1985 - Bolero/Rosso (CBS 6298) Stati Uniti
- 1991 - Rumore (Remix 91 Dance Version) (Pull Pmx 12051) Italia
- 1991 - Chissà se va/Ma che musica maestro/Borriquito/Tuca tuca (Full Time Records 1DG 60093) Italia
- 1992 - Rumore (BCN MX-1070) Spagna
- 2010 - Rumore (The Remixes) Veerus & Maxie Devine vs Raffaella Carrà (Halidon HMIX 02) Italia
- 2011 - Far l'amore con Bob Sinclar (X-Energy/Universal X 12352) 12" maxi 33 Rpm picture disc Italia
- 2017 - Chak (Sexobeat Remixes) (EMD MX RC01) Italia
- 2022 - Get Far - Rainbow Megamix (Sony Music 19439955271) Italia

## Singoli nelle classifiche italiane (parziale)
Dati da Hit Parade Italia.
| Singolo                                                   | Anno | Pos. max | Pos. annuale |
| --------------------------------------------------------- | ---- | -------- | ------------ |
| Ma che musica maestro/Non ti mettere con Bill             | 1970 | 2        | —            |
| Reggae Rrrrr! (Parte Prima)/Reggae Rrrrr! (Parte Seconda) | 1970 | 25       |              |
| Chissà se va/Perdono, non lo faccio più                   | 1971 | 2        |              |
| Tuca tuca/Vi dirò la verità                               | 1972 | 4        |              |
| Maga maghella/Papà                                        | 1972 | 25       |              |
| Borriquito/Raindrops keep fallin on my head               | 1972 | 39       |              |
| Tuca tuca, sì/Accidenti a quella sera                     | 1972 | —        | —            |
| T'ammazzerei/Era solo un mese fa                          | 1973 | 16       | —            |
| Din don dan/Bumba mama                                    | 1974 | 27       | —            |
| Felicità tà tà/Il guerriero                               | 1974 | 4        | —            |
| Rumore/Sì, ci sto                                         | 1974 | 3        | —            |
| Male/Sciocco                                              | 1975 | 22       | —            |
| Forte forte forte/A far l'amore comincia tu               | 1976 | 38       | —            |
| Fiesta/A far l'amore comincia tu                          | 1976 | 14       | —            |
| Tanti auguri/Amoa                                         | 1978 | 38       | —            |
| E salutala per me/Ciak                                    | 1979 | 2        | —            |
| Pedro/Maria Marì                                          | 1980 | 5        | —            |
| Mi spendo tutto/Io non vivo senza te                      | 1981 | 2        | —            |
| Ballo ballo/Dammi un bacio                                | 1982 | 3        | —            |
| Soli sulla luna/Ahi                                       | 1983 | 33       | —            |
| Fatalità/Né con te, né senza te                           | 1983 | 15       | —            |
| Que dolor/Spera, aspetta e spera                          | 1984 | 21       | —            |
| Dolce far niente/Io ti amo                                | 1984 | 26       | —            |
| Fidati!/Bacio                                             | 1985 | 20       | —            |
| Ballando soca dance/Sognando soca dance                   | 1990 | 17       | —            |
| Far l'amore (con Bob Sinclar)                             | 2011 | 6        | —            |
| Replay                                                    | 2013 | 31       | —            |
| Chi l'ha detto                                            | 2018 | —        |              |
| Feliz Navidad                                             | 2020 | —        |              |
| Rainbow Megamix (Get Far Remix)                           | 2022 | —        |              |
| Luca (Protopapa Remix)                                    | 2023 | —        |              |
| Pedro                                                     | 2024 | 44       |              |

## Videografia

### Raccolte video (DVD)
- 2007 - Raffica Carrà
- 2008 - Raffica - Balletti & Duetti

### Video musicali
- A Far L'Amore Comincia Tu (1977)
- Puisque Tu L'Aimes Dis-Le Lui (1977)
- Fiesta (1977)
- Hay Que Venir Al Sur (1978)
- Bolero (1984)
- Inviato Speciale (1990)
- Cha cha ciao (2013)
- Chi l'ha detto (2018)

### Apparizioni in videoclip di altri artisti
- E Raffaella è mia di Tiziano Ferro (2007)
- My Type dei Saint Motel (2014)